# Ann-Kathrin Dilfer
Ann-Kathrin „Anka“ Dilfer (* 12. November 2001 in Heppenheim) ist eine deutsche Fußballspielerin. Sie ist seit dem 1. Januar 2021 Vertragsspielerin des dänischen Erstligisten Brøndby IF.

## Karriere

### Vereine
Dilfer begann im südhessischen Landkreis Darmstadt-Dieburg in Alsbach-Hähnlein beim dort ansässigen SKV Hähnlein mit dem Fußballspielen. Im weiteren Verlauf gelangte sie über den Jugendfußballverein Bergstraße zum Mehrspartensportverein TSV Pfungstadt. Für die B-Jugendmannschaft der TSG 1899 Hoffenheim bestritt sie in der Saison 2017/18 zwei Spiele in der Staffel Süd der B-Juniorinnen-Bundesliga, bevor sie in derselben Saison in die zweite Mannschaft aufrückte. Ihr Debüt im Seniorinnenbereich gab sie am 9. September 2017 (2. Spieltag) beim 2:1-Sieg im Auswärtsspiel gegen die SG 99 Andernach über 90 Minuten. Es folgten bis zum Saisonende am 13. Mai 2018 zwölf weitere Einsätze und bis zum 29. Februar 2020 (16. Spieltag) die letzten von insgesamt 32 Zweitligaspielen. Dem Umstand geschuldet, dass Stammtorhüterin Martina Tufeković vor Saisonbeginn 2020/21 eine Schulterverletzung auszukurieren hatte, bestritt sie ihre einzigen neun Bundesligaspiele in Folge für die erste Mannschaft. Sie debütierte am 13. September 2020 (2. Spieltag) bei der 1:4-Niederlage im Heimspiel gegen den amtierenden Meister VfL Wolfsburg.
Im Januar 2021 vom dänischen Erstligisten Brøndby IF verpflichtet, bestritt sie ihr erstes von zwei Saisonspielen für diesen am 7. März 2021 (13. und vorletzter Spieltag) bei der 0:1-Niederlage im Heimspiel gegen AGF Fodbold. Ihr Debüt im nationalen Vereinspokal-Wettbewerb Gjensidige Kvindepokalen gab sie am 29. September 2021 beim 2:0-Achtelfinalsieg gegen den HB Køge über 90 Minuten.

### Auswahlmannschaft
Dilfer bestritt als Spielerin der U16-Auswahlmannschaft des Hessischen Fußball-Verbandes in den Jahren 2016 und 2017 insgesamt fünf, für die U18-Auswahlmannschaft des Badischen Fußballverbandes in den Jahren 2017 und 2018 insgesamt sechs Spiele im Turnier um den DFB-Länderpokal an der Sportschule Wedau in Duisburg.

## Sonstiges
Studium
Ihre Absicht in Dänemark ihr Berufsziel zu verwirklichen, begann sie dort ein Studium im Hauptfach Psychologie, das sie mit dem akademischen Grad Bachelor of Science (B.Sc.) abschloss.
Auszeichnung im Sport
Die in Dänemark unter ihrem Spitznamen „Anka“ bekannte Torhüterin wurde im April 2024 zur Spielerin des Monats März in der Gjensidige Kvindeliga gekürt.